# أرخالة (ارفالة)
أرخالة هي إحدى مشيخات المملكة المغربية، تتبع جغرافيا لإقليم أزيلال وإداريًا لارفالة. يقدر عدد سكانها بـ 4268 نسمة حسب الإحصاء الرسمي للسكان والسكنى لسنة 2004.